# God Bless Jug and Sonny
God Bless Jug and Sonny è un album dal vivo di Gene Ammons e Sonny Stitt, pubblicato (su CD) dalla Prestige Records nel luglio del 2001. I brani furono registrati il 24 giugno 1973 al Famous Ballroom (per la The Left Bank Jazz Society) di Baltimora, Maryland (Stati Uniti).

## Tracce
1. Blue 'N' Boogie – 16:26 (Dizzy Gillespie, Frank Paparelli)
2. Stringin' the Jug – 14:47 (Gene Ammons, Richard Carpenter, Sonny Stitt)
3. God Bless the Child – 5:38 (Billie Holiday, Arthur Herzog Jr.)
4. Autumn in New York – 5:00 (Vernon Duke)
5. Ugetsu – 7:41 (Cedar Walton)
6. Bye Bye Blackbird – 17:49 (Mort Dixon, Ray Henderson)

## Musicisti
- Gene Ammons - sassofono tenore (brani: 1, 2, 3 e 6)
- Sonny Stitt - sassofono tenore (brani: 1, 2 e 6)
- Sonny Stitt - sassofono alto (solo nel brano: 4)
- Cedar Walton - pianoforte
- Sam Jones - contrabbasso
- Billy Higgins - batteria